# Stadt- und Regionalbibliothek Erfurt
Die Stadt- und Regionalbibliothek Erfurt ist die größte öffentliche Bibliothek Thüringens. Ihr Bestand von ca. 512.000 Medien (davon ca. 270.000 Magazinbestand) verteilt sich auf die Hauptbibliothek am Domplatz, sieben Zweigstellen sowie die Fahrbibliothek.

## Geschichte

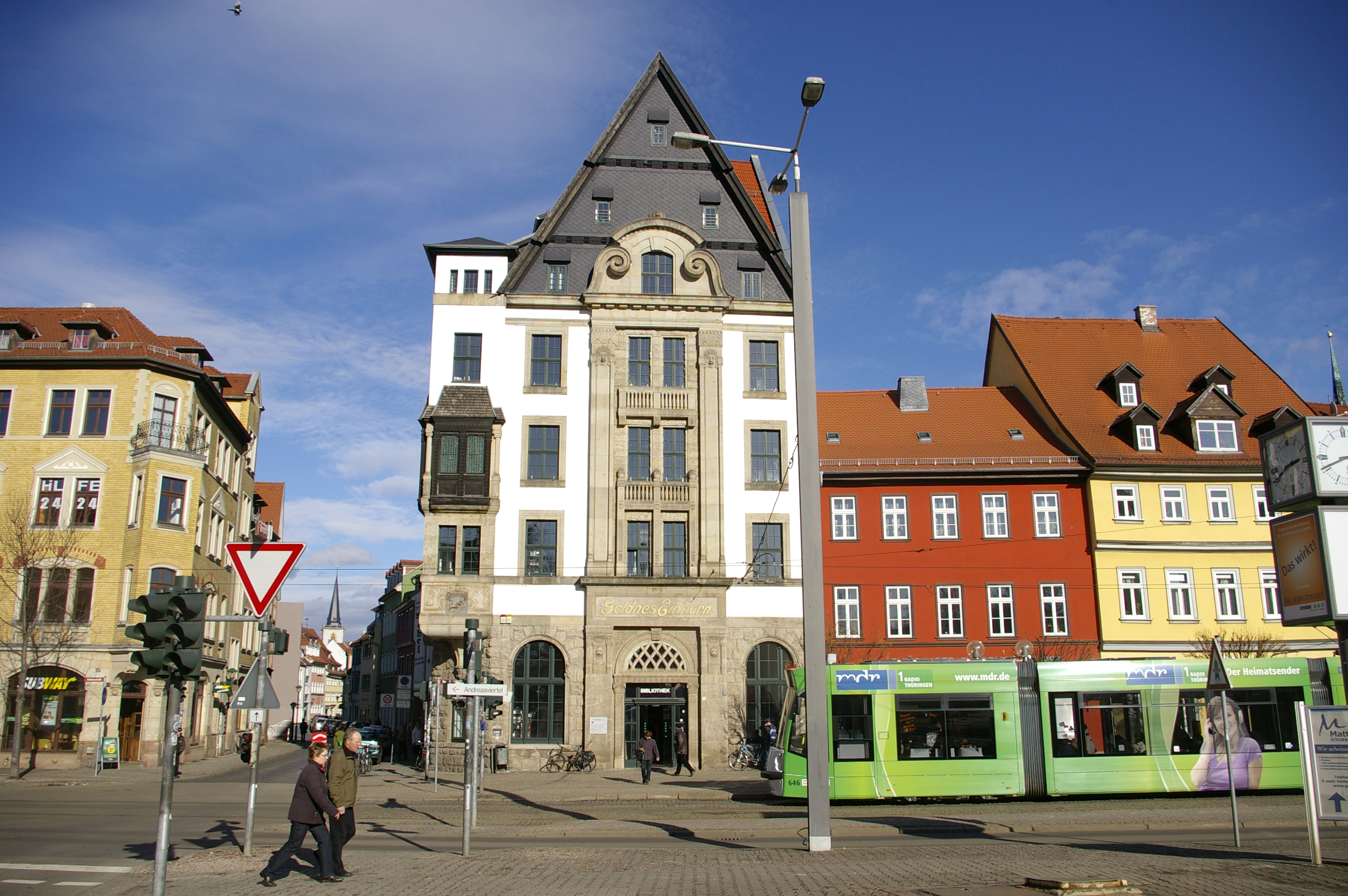
Blick vom Domplatz auf die Hauptbibliothek

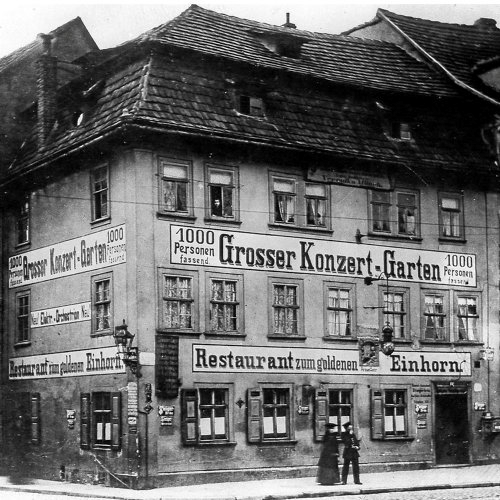
Restaurant zum goldenen Einhorn

Mit einem Bestand von 3000 Bänden wurde die Volksbibliothek Erfurt am 3. Oktober 1897 als zweite große Bibliothek der Stadt Erfurt eröffnet.
Mit Ausnahme der Zeit des Ersten Weltkriegs ermöglichten stetig steigende Nutzerzahlen den kontinuierlichen Ausbau der Bestände und die Eröffnung von Zweigstellen in Erfurter Stadtteilen.
Die nationalsozialistische Kulturpolitik und der Zweite Weltkrieg stellten einen erneuten Einschnitt in die Geschichte der Bibliothek dar. Erst im September 1946 konnte zum regulären Ausleihbetrieb übergegangen werden.
1956 wurde eine Buchbinder- und Reparaturwerkstatt gegründet. 1957 ermöglichte die neu erschaffene Musikbibliothek die Ausleihe von Schallplatten. 1969 wurden die Volksbücherei und die wissenschaftliche Bibliothek zur „Wissenschaftlichen Allgemeinbibliothek Erfurt“ zusammengeführt. Seit 1976 können in der sogenannten Artothek auch Bilder ausgeliehen werden. 1990 kam die Ausleihe von CDs hinzu, 1993 wurde die Videothek eröffnet.
Im Jahr 1997 wurde die Wissenschaftliche Allgemeinbibliothek Erfurt – kurz vor dem hundertjährigen Jubiläum – in „Stadt- und Regionalbibliothek Erfurt“ umbenannt. Seitdem werden durch die Erweiterung der Medien- und Betreuungsangebote – wie bspw. Verwendung von E-Medien, Online-Ausleihe, Internet-Arbeitsplätze für Besucher, Bibliotheks-Café, Leseterrasse u. a. – die Leistungen der Stadt- und Regionalbibliothek Erfurt ausgebaut. 2020 wurde die sogenannte Extrathek (Themenschwerpunkt: Gesellschafts- und Konsolenspiele) eröffnet.

## Bestand

### Freihandbestand
Der Freihandbestand umfasst:

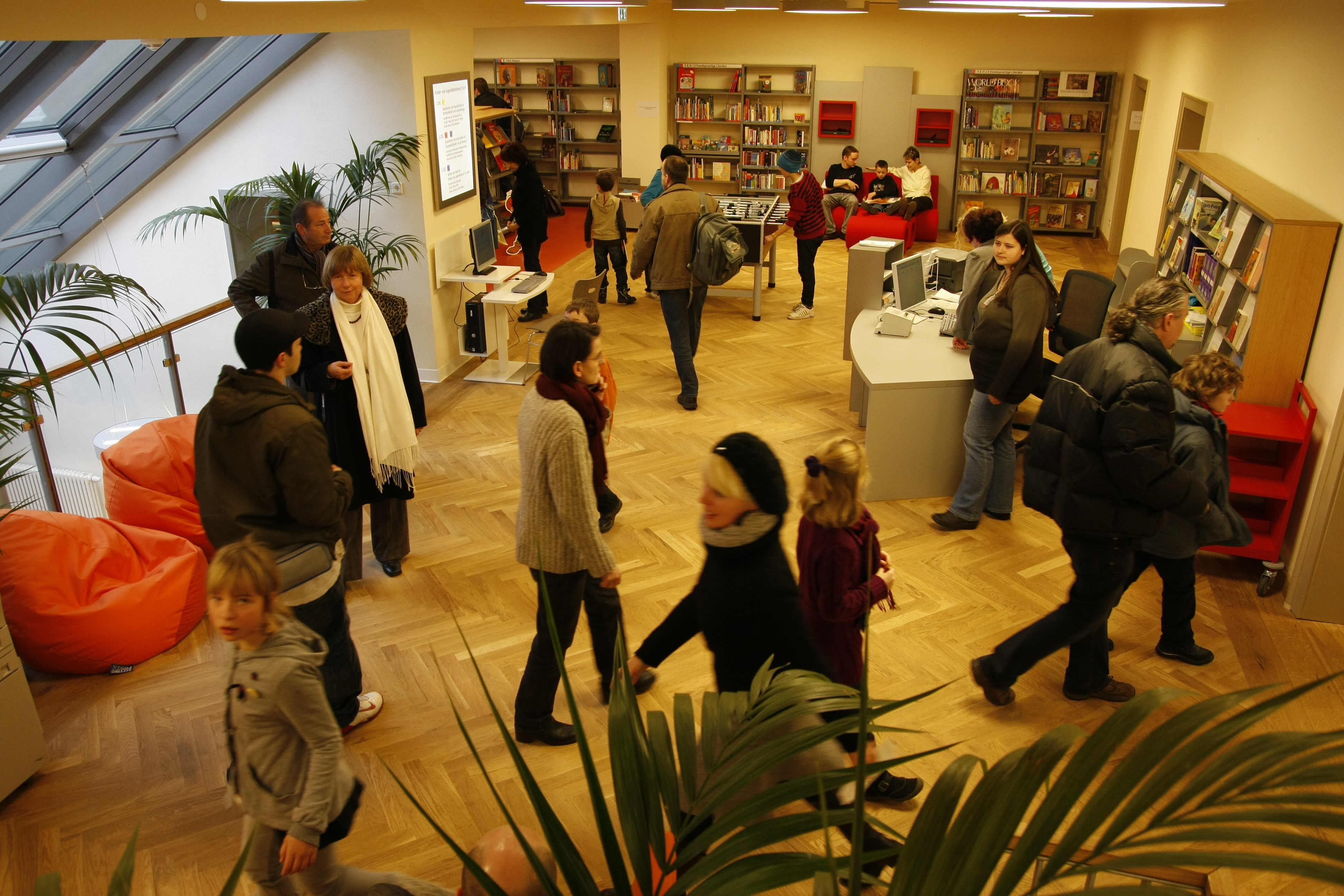
Der Ausleihbereich der Kinder- und Jugendbibliothek

- Medien zu verschiedenen Unterrichtsfächern und Wissensgebieten (wie z. B. Wirtschaft, Staat und Recht, Geschichte, Religion, Pädagogik, Sport, Kunst, Geografie, Natur, Verkehr) sowie belletristische Literatur (z. B. Romane, Erzählungen, Sagen, Gedichte).
- Medien in unterschiedlichen Formen, gedruckt oder digital, physisch oder virtuell.
- Medien für verschiedene Nutzergruppen (z. B. Kinder, Schüler, Auszubildende, Studenten, Erwachsene, Berufstätige in Aus- und Weiterbildung, Senioren).

Darüber hinaus verfügt die Stadt- und Regionalbibliothek Erfurt über eine Notenbibliothek sowie eine aus der ehemaligen Artothek hervorgegangene Sammlung von Kunstreproduktionen.
Die Sammlung historischer und regionalkundlicher Literatur mit dem Schwerpunkt Thüringen und Erfurt ist in einer eigenen Abteilung zusammengefasst.

### Historischer Bestand
Der historische Bestand umfasst historische Mediensammlungen (ca. 266.000 Titel) unterschiedlicher Herkunft, die die heutigen Stadt- und Regionalbibliothek Erfurt im Laufe ihrer Geschichte durch Ankauf, Schenkung, oder Zuweisung erlangte.
Darunter fallen zum Beispiel die Bibliotheca Amploniana (aus dem 15. Jahrhundert) oder die Bibliotheca Boineburgica (aus dem 17. Jahrhundert). Alle diese Sammlungen bis ins Jahr 1800 wurden im Jahr 2001 von der Stadt Erfurt zur fachgerechten Aufbewahrung und wissenschaftlichen Aufarbeitung der wiedergegründeten Universität Erfurt als Dauerleihgabe anvertraut.
Auch die sogenannte „Gymnasialbibliothek“, die auf die Privatbibliothek des Mainzer Statthalters in Erfurt, Karl Theodor von Dalberg (1744–1817), zurückgeht, oder die Hugo-Neumann-Bibliothek, eine der seltenen geschlossen erhaltenen Bibliotheken einer einst kommerziell betriebenen Leihbücherei aus dem Anfang des 20. Jahrhunderts, befinden sich in der Erfurter Bibliothek. Dazu kommen Sammlungen aus der DDR-Zeit, wie z. B. historische Kinderbücher, Langspielplatten-Produktionen u. a.

## Standorte

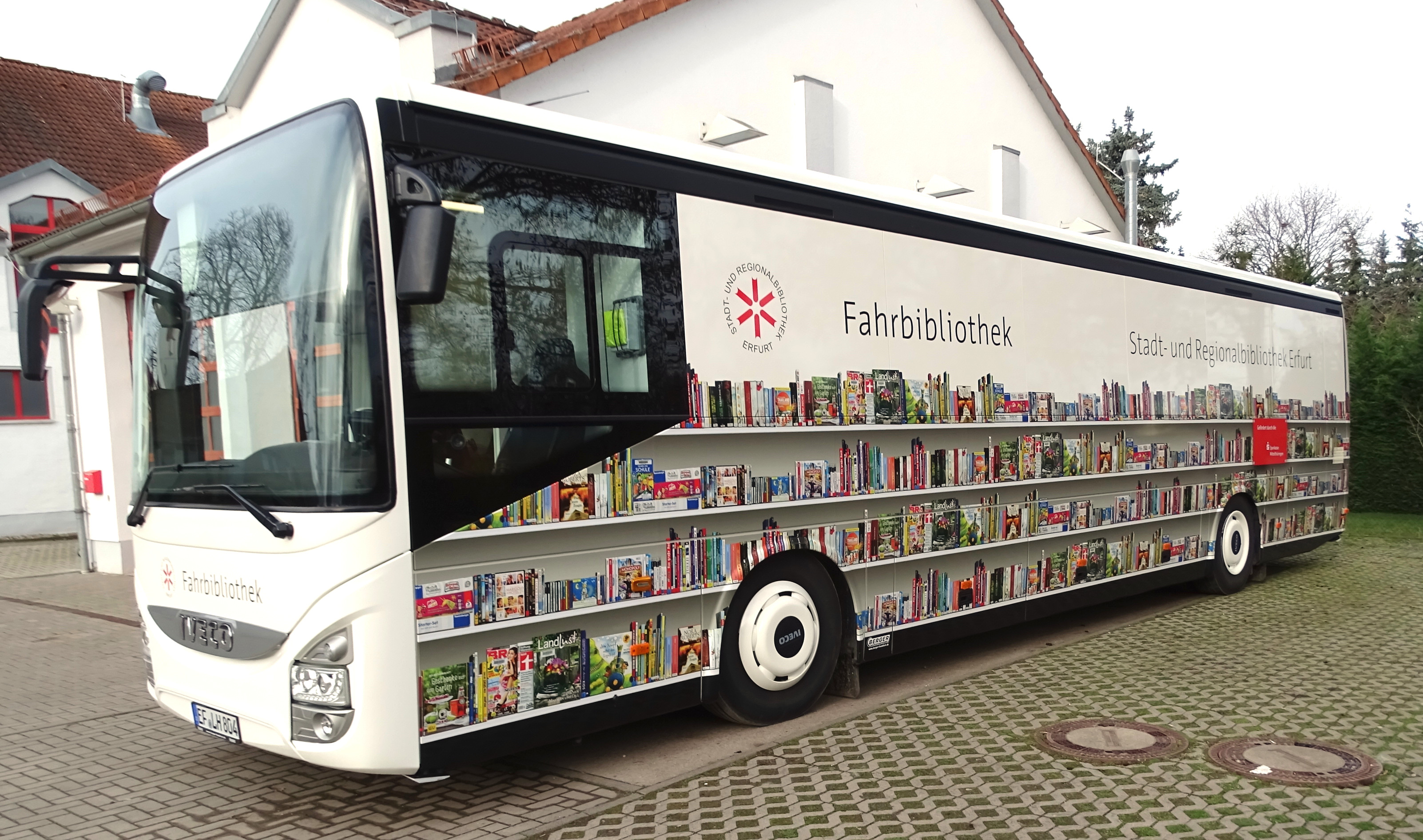
Die Fahrbibliothek

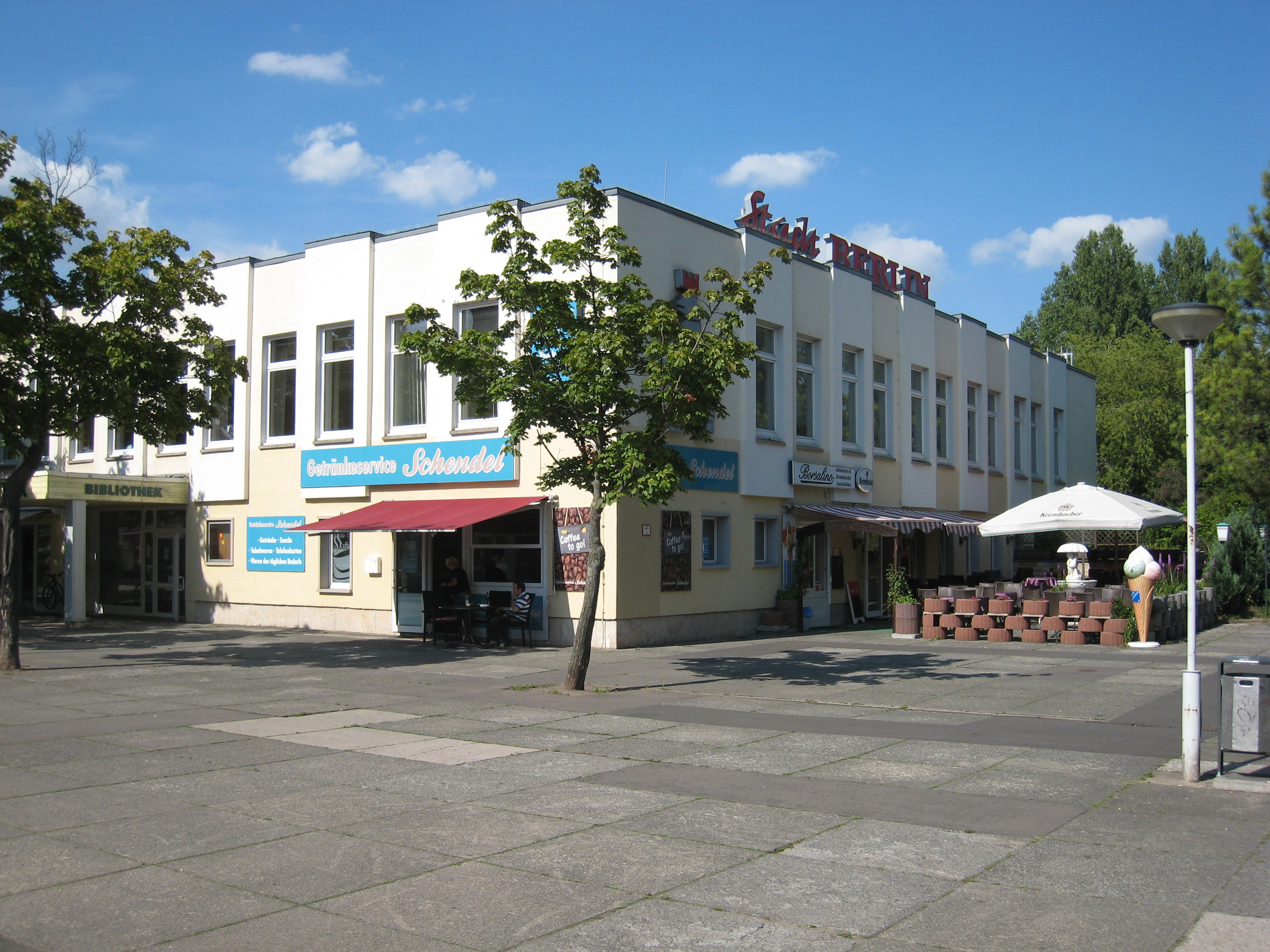
Stadtteilbibliothek am Berliner Platz.

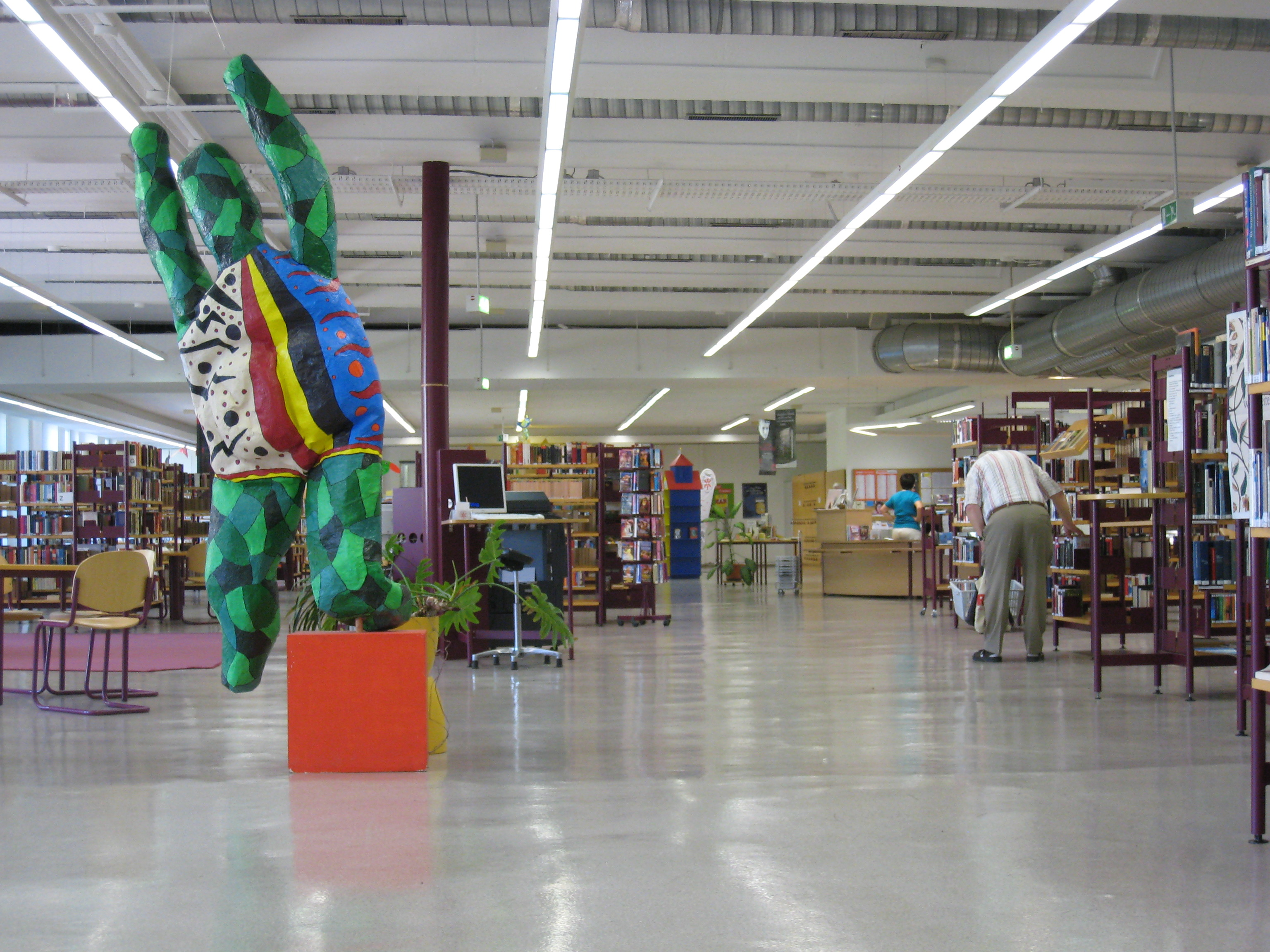
Inneres der Stadtteilbibliothek am Berliner Platz.

Das Bibliotheksnetz der Stadt- und Regionalbibliothek Erfurt umfasst:
- die Hauptbibliothek im Zentrum Erfurts direkt am Domplatz im Haus „Zum Goldenen Einhorn“
- die Bibliothek Berliner Platz im Erfurter Norden (Berliner Platz 1)
- die Bibliothek Drosselberg in der Grundschule 25 „Astrid Lindgren“ (Curiestraße 29)
- die Bibliothek Johannesplatz in der Integrierten Gesamtschule (Wendenstraße 23)
- die Bibliothek Krämpfervorstadt in der Regelschule 1 (Hallesche Straße 18)
- die Bibliothek Südpark im Sportgymnasium Pierre-de-Coubertin (Mozartallee 4)
- die Kinder- und Jugendbibliothek im Zentrum Erfurts zwischen Rathaus und Dom
- die Fahrbibliothek mit 50 Haltestellen im Erfurter Stadtgebiet

Alle Bibliotheken sind öffentlich zugänglich. Ein gültiger Bibliotheksausweis der Stadt- und Regionalbibliothek Erfurt berechtigt zur Nutzung aller genannten Einrichtungen des Bibliotheksnetzes.

## Besondere Angebote
In allen Zweigstellen der Stadt- und Regionalbibliothek Erfurt finden regelmäßig Veranstaltungen statt, beispielsweise Lesungen, Konzerte, Ausstellungen usw.
Der Tagungsraum in der Hauptbibliothek wie auch der Veranstaltungsraum in der Kinder- und Jugendbibliothek werden für interne wie externe Bildungs- und Weiterbildungsmaßnahmen genutzt.
In der Hauptbibliothek und in der Kinder- und Jugendbibliothek befindet sich jeweils ein gastronomischer Bereich.
PC- und Internetarbeitsplätze, ein Zeitschriftenlesesaal, ein Schüler-Center, Anlese-, Stöber- und Lernplätze, dazu Mikrofiche/-film-Reader/Printer, moderne Multifunktionsgeräte zum Scannen, Kopieren und Drucken oder digitalen Speichern bietet die Erfurter Bibliothek ebenfalls an.
Jeder Nutzer hat zudem kostenlosen Zugang zum „ThueBIBnet“, dem Thüringer Bibliotheksnetz, in dem derzeit ca. 94.000 E-Medien (Bücher, Musik, Filme, Zeitschriften und Zeitungen, Lernprogramme) zum Download bereitstehen. Außerdem besteht in diesem Kontext Zugriff auf das gesamte Munzinger-Archiv.
Die Stadt- und Regionalbibliothek Erfurt ist auch an den nationalen Leihverkehr angeschlossen, so dass alle Nutzer über die Fernleihe auf alle nationalen und internationalen Titel Zugriff haben, die in deutschen Bibliotheken vorgehalten werden.

## Zahlen und Daten
Die Stadt- und Regionalbibliothek Erfurt verzeichnete 2019 mehr als 1000 Veranstaltungen, ca. 520.000 Besucher (davon 340.000 physische und 180.000 über Online-Angebote) und mehr als eine Million Entleihungen.
Der gesamte Bestand der Stadt- und Regionalbibliothek Erfurt umfasst:
- 114.285 Sachbücher
- 55.782 Romane und Erzählungen
- 53.705 Kinderbücher
- 409 Zeitschriftenabos
- 10.550 CDs
- 6.483 LPs
- 17.761 Hörbücher
- 20.621 Videos/DVDs
- 224 CD-ROMs
- 2.717 Computerspiele
- 2.453 Spiele
- 12.988 Noten
- 94.134 E-Medien-Lizenzen
- ca. 136.000 Altbestand

(Stand: August 2020)